# 45-мм полуавтоматическая универсальная пушка 21-К
45-мм полуавтоматическая универсальная пушка 21-К — полуавтоматическая пушка калибра 45 мм, стоявшая на вооружении Военно-Морского Флота СССР в 1930-е — 1950-е годы
.

## История проектирования
После провала предсерийного производства заводом № 8 автоматических орудий 2-К (20-мм) и 4-К (37-мм), корабли и подводные лодки Военно-Морского Флота СССР решено вооружить полуавтоматической 45-мм универсальной пушкой 21-К. По баллистическим характеристикам она ненамного превосходила 47-мм пушку Гочкиса образца 1888 года (производства Обуховского завода).
Пушка 21-К спроектирована в КБ завода № 8 в 1932 году (с помощью инженеров из «Спецбюро ЭКУ ОГПУ») в посёлке Подлипки). Заводские испытания полуавтоматического орудия проведены 27 июня — 3 июля 1933 года, полигонные испытания провели на НИАПе 21 июля — 1 августа того же года. Первые морские испытания орудия 21-К проведены на подводной лодке типа «М» VI серии на Чёрном море 21 — 26 марта 1934 года.

## Модификации
На базе установки 21-К в 1936 году для речных мониторов сделали башенную установку 40-К. 40-К по две установили на речные мониторы проекта СБ-37. В 1937 году создали спаренную башенную установку 41-К. 41-К установили на мониторах «Ударный», «Активный», по одной на мониторах проекта СБ-37 («Железняков» и пять других) и мониторе «Смоленск», также ею планировалось вооружить новые мониторы типа «Шилка».

## Описание конструкции
Артиллерийская система 21-К, по проектной документации, — приспособление 45-мм противотанковой пушки образца 1932 года (19-К) к морскому станку. Тело орудия 21-К заимствовано от пушки 19-К и состояло из скреплённого ствола и кожуха. Так как до 1935 года полуавтоматика заводом № 8 не освоена, все орудия, произведённые заводом по 1935 год не имели полуавтоматического затвора. Закрывание затвора при досылке очередного патрона, а открывание вручную. В системах 21-К, произведённых после 1935 года, введена полуавтоматика инерционного типа — открывание затвора после выстрела теперь автоматическое.
Ствол 21-К из трубы и кожуха, надетого на трубу в горячем состоянии и составляющего с казёнником орудия целое. Орудия более позднего производства имели ствол-моноблок. Станок орудия — тумба. Орудие не имело щита.

## Тактико-технические характеристики установки 21-К

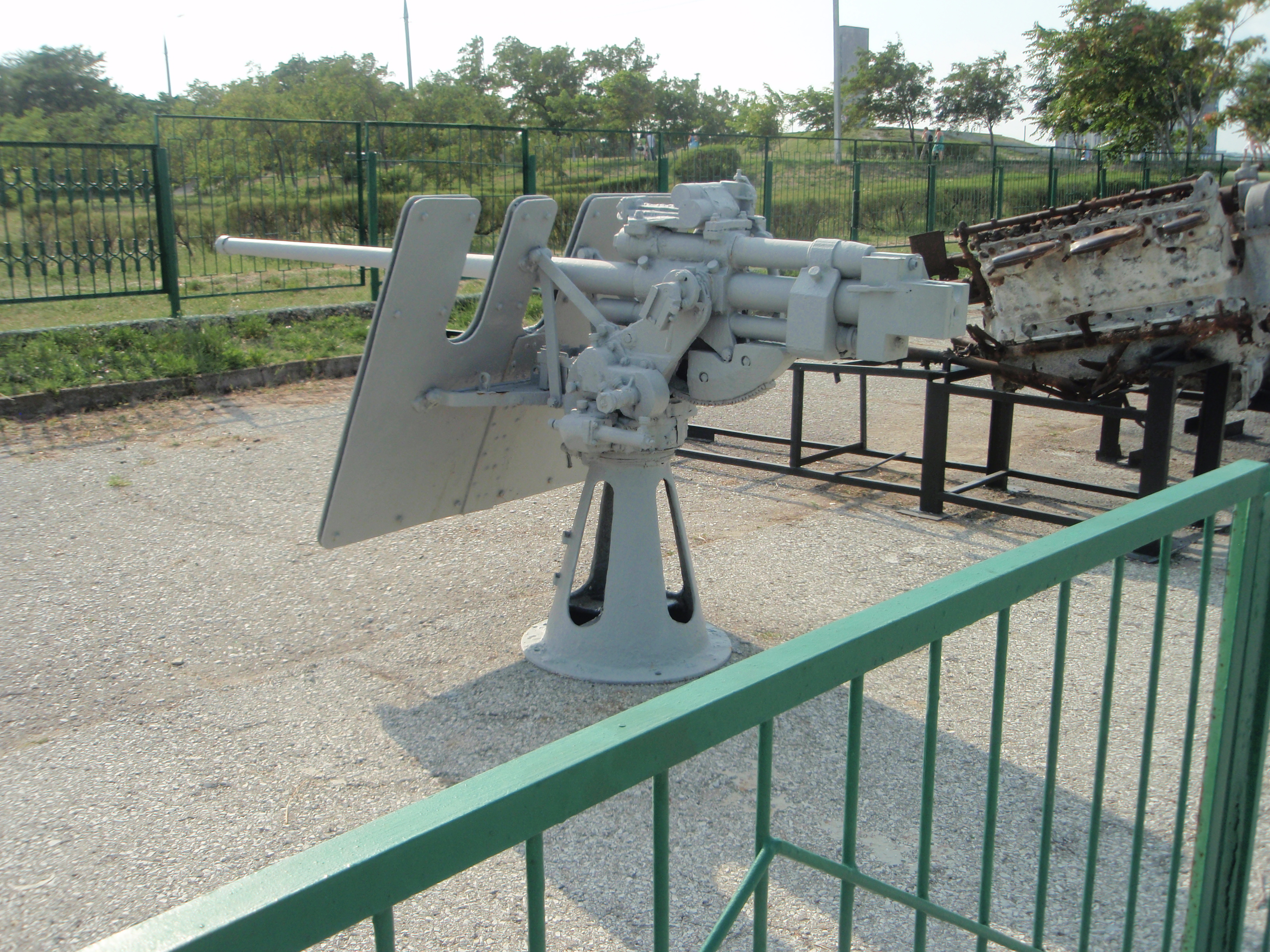
21-КМ в музее-заповеднике «Малая земля», Новороссийск

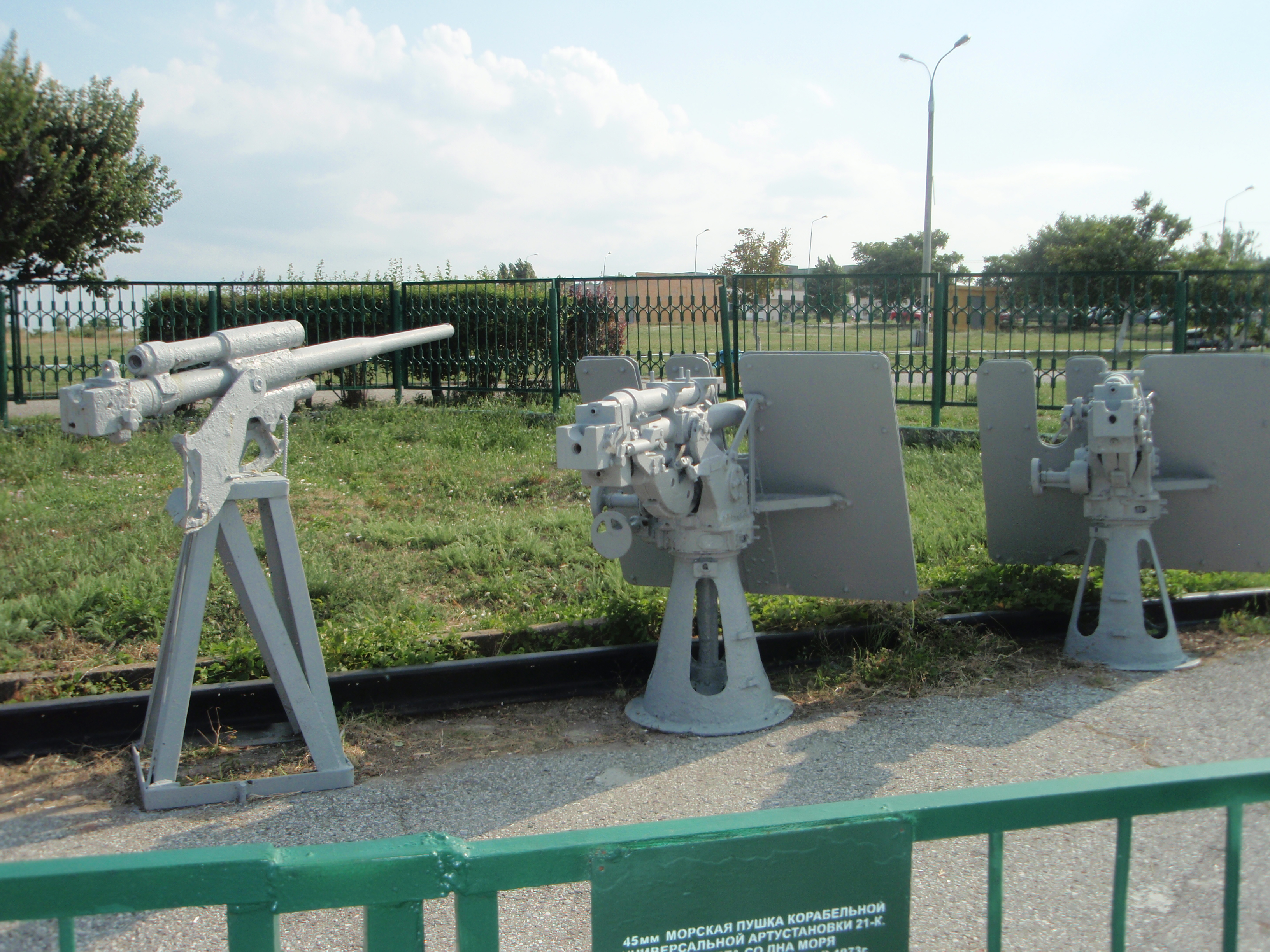
21-К и 21-КМ в музее-заповеднике «Малая земля», Новороссийск

- Длина ствола полная, мм/калибров — 2072/46,1
- Длина нарезной части — 1650
- Число нарезов — 16
- Длина хода нарезов — 25 клб
- Глубина нарезов — 0,5 мм
- Вес качающейся части — 203—222 кг
- Вес откатных частей ствола — 123 кг
- Масса ствола с затвором — 107—115 кг
- Масса затвора — 10,5 кг
- Длина отката — 270—300 мм
- Высота линии огня — 1215 мм
- Радиус обметания, дульным срезом/казённой частью — 1097/975 мм
- Расчёт — 3 чел.
- Дальность стрельбы баллистическая фугасным снарядом Ф73, бронебойным Б-240 и осколочно-трассирующим ОР-73А весом 1,41 кг — 9200 м
- Дальность стрельбы баллистическая фугасным снарядом О-240 весом 2,14 кг — 5000 м
- Прицел — ШБ-1М[5]

## История производства и эксплуатации
Серийное производство 45-мм пушек 21-К было начато на заводе № 8 в 1934 году. За отсутствием других зенитных орудий пушки 21-К устанавливались на все классы кораблей советского флота — от сторожевых катеров и подводных лодок до крейсеров и линейных кораблей. За 1934 год было произведено 213 орудий (в том числе 137 для кораблей ВМФ и 76 для плавсредств НКВД). В следующем, 1935 году заводом было произведено 357 орудий.
К началу 1941 года в ВМФ СССР имелось 1617 пушек 21-К (из них 322 — на Балтийском (БФ), 290 — на Тихоокеанском, 284 — на Черноморском (ЧФ), 194 — на Северном флотах (СФ), 83 орудия — на Каспийской, 25 — на Амурской и 14 — на Пинской флотилиях).
К 22 июня 1941 года на флоте насчитывалось уже 1954 21-К (из них 494 — на БФ, 538 — на Тихоокеанском, 411 — на ЧФ, 239 — на СФ, 170 орудия — на Каспийской, 80 — на Амурской и 25 — на Пинской флотилиях). Кроме того, в ВМФ СССР на начало войны 19 двухорудийных 45-мм корабельных артустановок 41-К (38 орудий) и 16 — одноорудийных 40-К.
45-мм универсальные пушки 21-К и их военная модификация 21-КМ с увеличенной длиной ствола и щитом как орудие/я главного калибра устанавливались на сторожевых катерах, малых охотниках МО-4 и малых кораблях (тральщики (ТЩ), некоторые сторожевые(СКР) и вспомогательные корабли из мобилизованных судов).
В частности 21-К установили как орудия главного калибра — по 2 на 251 МО-4, −3, −2 и −1; на более 100 ТЩ: 37 типа «Ижорец» и 27 типа «Москва» БФ, 14 типа РТ СФ и других; на более 40 СКР: 8 типа РТ СФ (начально, позже на некоторых заменены на 76-мм пушки), 5 СКР типа «Войков» ЧФ и других, также на многих сторожевых катерах, сетевых заградителях и других боевых и вспомогательных судах, в основном дооборудованных гражданских.
Применялась при обороне Шлиссельбургской крепости в 1941-1943 годах.
Также орудия 21-К ставили как вспомогательный калибр на многих кораблях спец. постройки — от линкоров до тральщиков типа «Фугас»
Несмотря на то что орудие не отвечало требованиям зенитной обороны, из-за прекращения работ по более совершенному 45-мм автоматическому орудию 62-К, производство орудий 21-К и 21-КМ велось в годы Великой Отечественной войны, а также и после её завершения. Так в 1942 году было произведено 388 орудий 21-К, в 1943 году — 345, в 1944 году (уже модификации 21-КМ) — 486, в 1945 году — 373, в 1946 году — 140 и в 1947 году — 50. В 1947 году производство орудия было прекращено.

## Модернизация

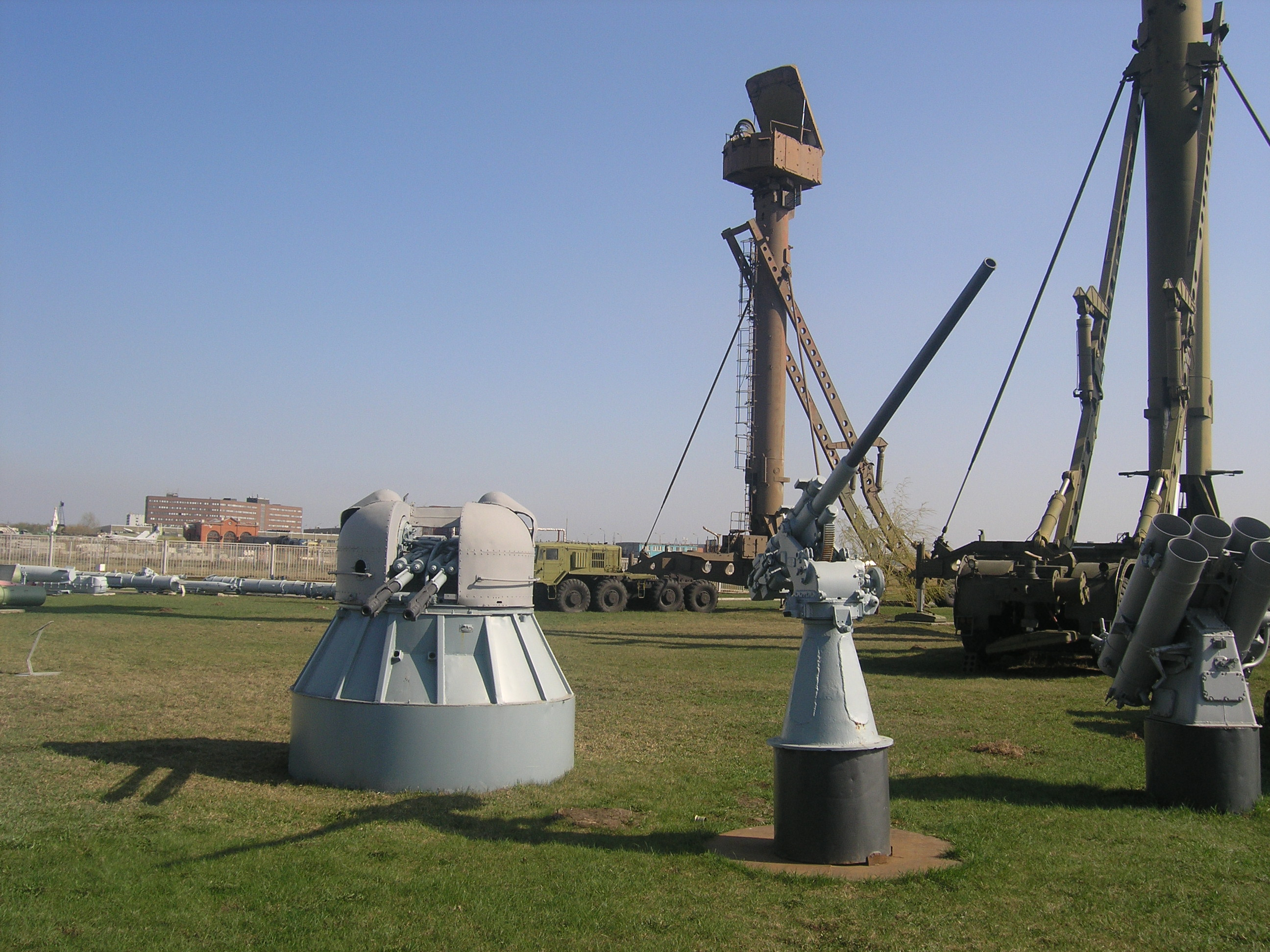
Установки АК-230 и 21-КМ в Техническом музее Тольятти

В 1944 году в производство была запущена модификация орудия 21-КМ. Работы по модернизации орудия 21-К были начаты в ОКБ-172 в 1942 году под индексом ВМ-42. Головная серия из 25 стволов прошла успешные испытания в сентябре 1943 года, по окончании которых орудие 21-КМ было поставлено в массовое производство.
Модернизация орудия выразилась в увеличении на 1010 мм нарезной части ствола, замене инерционной автоматики на копирную, упрочнении ствола и противооткатных устройств, установке щита (щитового прикрытия).
Орудия 21-КМ вплоть до настоящего времени (2000-е годы) применяются на кораблях российского ВМФ в качестве салютных пушек.

## Оценка орудия
Серьёзные недостатки орудия (в том числе его модификации 21-КМ) — небольшая скорострельность (25 выстрелов в минуту), по сравнению с полностью автоматическими орудиями, и отсутствие на снарядах дистанционного взрывателя, по сравнению с советскими универсальными корабельными орудиями того же времени калибров 76 — 100-мм, так что цель могла быть поражена только прямым попаданием, что при возросших скоростях самолётов в 1930 — 40-е годы стало трудно достижимым. Следствие перечисленных недостатков — низкая зенитная эффективность орудия. Фактически эти орудия не могли обеспечить эффективную ПВО корабля. В то же время, в сравнении с 25 и 37-мм автоматами, орудия с компактностью установки, а по сравнению с 37-мм, и лёгкостью. По этой причине уже в ходе Великой Отечественной войны по мере поступления в войска и на флот 37-мм автоматов 70-К отечественного производства, а также орудий «Эрликон» (20-мм) и «Бофорс» (40-мм) — по ленд-лизу, — началась повсеместная замена ими на кораблях орудий 21-К.